# Taxiphyllum densifolium
Taxiphyllum densifolium är en bladmossart som beskrevs av Hermann Johann O. Reimers 1940. Taxiphyllum densifolium ingår i släktet Taxiphyllum och familjen Hypnaceae. Inga underarter finns listade i Catalogue of Life.